# Ceraphronoidea
Ceraphronoidea é uma pequena superfamília de himenópteros que inclui duas famílias e um total de 800 espécies, no entanto muitas espécies estão por descrever. É um grupo pouco conhecido, formado na maioria por espécies parasitóides ou hiperparasitóides.
As duas famílias estão unidas por diversas características, a mais visível é a venação reduzida numa maneira específica e única; as nervuras costais e radiais estão fundidas de maneira a que a célula costal não ocorre, uma pequena quebra ocorre no estigma, e a única nervura na membrana alar é o sector radial, que é pequeno e curvado, que aparece a partir do estigma.
A família pode ser distinguida da próxima Megaspilidae por ter um muito pequeno estigma na asa, um largo pecíolo metasomal, e um único sulco mediano no mesoscuto.
Os hospedeiros deste grupo são variados. Alguns são hiperparasitóides, atacando vespas parasitóides da família Braconidae e da superfamília Chalcidoidea que atacam afídios e insectos-escama. Existem formas sem asas neste grupo, que muitas vezes habitam no solo e nos restos de folhas.
Outros são parasitóides, particularmente de moscas.

## Famílias
A superfamília é composta por 4 famílias, 2 delas extintas:
- Ceraphronidae
- Megaspilidae
- Radiophronidae (extinta)
- Stigmaphronidae (extinta)